# Honda Dream Model D

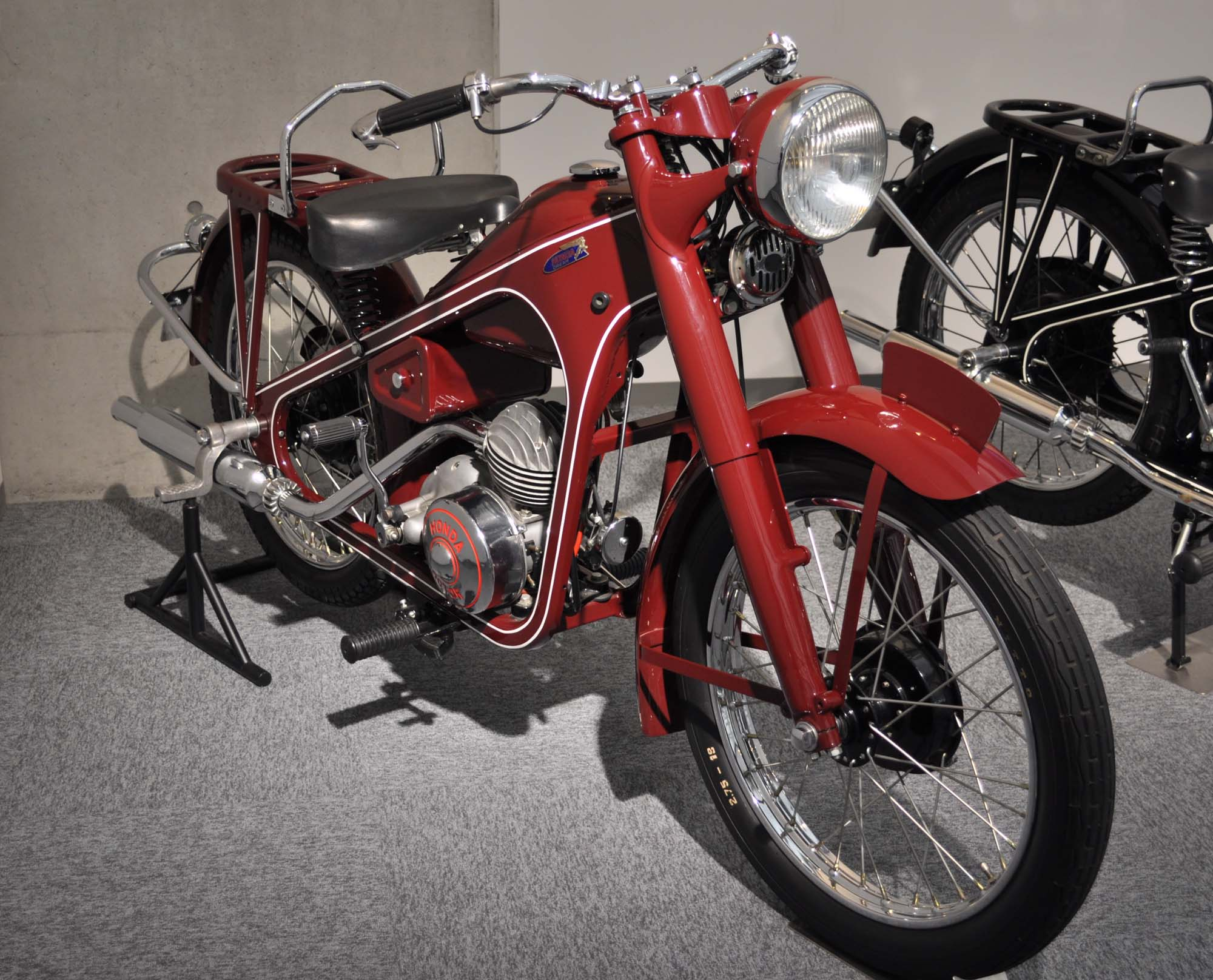
Honda Dream Model D uit 1949. Het kleine hendeltje bij het rechter handvat is de decompresseur, die het aantrappen met de kickstarter vereenvoudigde en het mogelijk maakte om de motor uit te zetten. Links zat ook een hendel, maar daarmee bediende men de voorrem.

Het Honda Dream Model D was de eerste motorfiets van het Japanse merk Honda. 

## Voorgeschiedenis

### Mikuni No. 6, Chimney, Model A, Model B en Model C
In 1946 was Soichiro Honda op het idee gekomen te beginnen met de productie van gemotoriseerde fietsen. Hij werd geïnspireerd door een 50cc-Mikuni generatortje dat door het Japans Keizerlijk Leger was gebruikt voor de stroomvoorziening van de Japanse No. 6 draadloze militaire radio. Mikuni had nog een - inmiddels overtollig geworden - voorraad van 500 van deze generatortjes en daarmee begon Honda zijn bedrijf. Toen de Mikuni-motortjes op raakten ontwierp hij zelf een nieuw tweetaktmotortje, dat de bijnaam "chimney" kreeg omdat de cilinderbus door de toegepaste getrapte zuiger erg smal en hoog was, zoals een schoorsteentje. Het ontwerp was echter te vooruitstrevend, de in die tijd beschikbare metalen maakten de productie nog niet mogelijk. Daarop ontwierp hij een ander tweetaktmotortje, met een roterende inlaat dit keer. Dit Model A werd alleen geleverd als hulpmotor voor fietsen, en het werd een groot succes. Daarna volgde het mislukte project Model B, een triporteur die een slechte wegligging had en niet verder kwam dan het prototypestadium. Het Model C werd geleverd als gemotoriseerde fiets. Het 96cc-motortje leverde drie pk en daarvoor was een steviger frame en een geveerde voorvork nodig. Als dit model geen pedalen had gekregen was het al een echt motorfietsje geweest.

## Dream Model D
Het Model C was feitelijk een tussenmodel geweest, onderweg naar de droom van Soichiro Honda om echte motorfietsen te gaan bouwen. Hij had echter nog geen mogelijkheden om zelf frames te maken en voor het Model C werd die productie dan ook uit handen gegeven. In 1949 ontwikkelde Honda echter een plaatframe dat in eigen beheer kon worden geproduceerd en nu maakte hij een 98cc-tweetakt zonder pedalen. Daarmee kwam de droom van Honda om een echte motorfiets te produceren uit en het nieuwe Model D kreeg dan ook de toevoeging "Dream". 

### Techniek
Volgens de filosofie van Soichiro Honda ("Maak alleen vriendelijke producten") was de Honda Dream niet zomaar een motorfietsje. Het week op enkele terreinen af van het gebruikelijke in Japan. Het belangrijkste was de halfautomatische versnellingsbak, waardoor de klant zich geen zorgen meer hoefde te maken over het gebruik van het koppelingshendel. De machine had een hak-teen schakelpedaal en twee versnellingen. Als het voorste pedaal werd ingedrukt schakelde de machine in de lage gearing, als het achterste pedaal met de hak werd ingedrukt in de hoge gearing. De neutraalstand zat daar tussenin. Daar kwam bij dat de machine rood was gespoten, een vrolijker kleur dan het gebruikelijke zwart. Ook het plaatframe was tamelijk uniek; de meeste Japanse merken gebruikten buisframes. 

### Tegenslagen
Toch spatte de droom al snel uit elkaar. Dat had een aantal oorzaken: De Amerikaanse bezetter van Japan droeg de regering op maatregelen te treffen tegen de inflatie. Daarom, versterkt door het begin van de Koude Oorlog en het uitbreken van de Koreaanse oorlog, viel het land in een recessie. Ook de Honda zelf had zijn problemen. De tweetaktmotor was erg luidruchtig en de beoogde klanten neigden steeds meer naar viertaktmotoren. Een probleem was bovendien het schakelpedaal, dat automatisch in de vrijstand sprong als de voet van het pedaal gehaald werd. Dat was ook zo bedoeld, maar berijders van het Model D kregen vermoeide tenen als ze steeds op het pedaal moesten blijven drukken, vooral in een land dat nog geen verharde wegen kende. Het Model D verdween dan ook al in 1951 van de markt en werd opgevolgd door het Dream Model E met een viertaktmotor. 

### Technische gegevens
| Honda                  | Dream Model D                     |
| ---------------------- | --------------------------------- |
| Periode                | 1949-1951                         |
| Categorie              | Toermotorfiets                    |
| Motortype              | Tweetakt                          |
| Bouwwijze              | Luchtgekoelde staande eencilinder |
| Boring                 | 50 mm                             |
| Slag                   | 50 mm                             |
| Cilinderinhoud         | 98,2 cc                           |
| Carburateur(s)         | 1 x Mikuni                        |
| Smeersysteem           | Mengsmering                       |
| Max. vermogen          | 2,2 kW/3 pk bij 5.000 tpm         |
| Max. koppel            | 4,27 Nm                           |
| Primaire aandrijving   | Tandwielen                        |
| Koppeling              | Halfautomaat                      |
| Versnellingen          | 2                                 |
| Secundaire aandrijving | Ketting                           |
| Rijwielgedeelte        | Plaatframe                        |
| Voorvork               | Telescoopvork                     |
| Achtervork             | Star                              |
| Remmen                 | Trommelremmen voor en achter      |
| Droog gewicht          | 80 kg                             |
| Voorganger             | Honda Model C                     |
| Opvolger               | Honda Dream Model E               |